# Paul Frank Baum

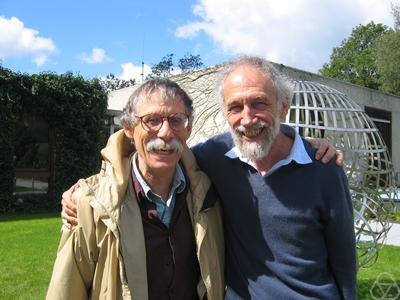
Paul Frank Baum (links) mit Alain Connes in Oberwolfach 2004

Paul Frank Baum (* 20. Juli 1936 in New York City) ist ein US-amerikanischer Mathematiker.
Baum studierte an der Harvard University mit dem Bachelor-Abschluss 1958 (summa cum laude) sowie an der Princeton University mit dem Master-Abschluss 1961 und der Promotion bei John Coleman Moore und Norman Steenrod 1963 (Cohomology of homogeneous spaces). Als Post-Doktorand war er an den Universitäten von Cambridge und Oxford in England und 1964/65 am Institute for Advanced Study (IAS) (und ebenso 1976/77 und 2004). 1965 wurde er Assistant Professor in Princeton und 1967 Associate Professor und 1971 Professor an der Brown University. Ab 1987 war er Professor an der Pennsylvania State University. 
Er war mehrfach am IHES und MSRI und 2012 Courant-Gastprofessor an der Universität Göttingen. 2012 wurde er Ehrendoktor der Australian National University und 2011 der University of Colorado. 2012 wurde er Fellow der American Mathematical Society.
Er befasst sich mit K-Theorie von Operatoralgebren, Nicht-Kommutativer Geometrie, Topologie von Liegruppen, Blätterungen (teilweise mit Raoul Bott), K-Homologie, Indextheorie für nicht-elliptische Operatoren (mit Erik van Erp 2010), Darstellungstheorie reduktiver p-adischer Gruppen und der lokalen Langlands-Vermutung.
Bekannt ist er für die Baum-Connes-Vermutung, die aus der Zusammenarbeit mit Alain Connes in den 1980er Jahren entstand.
Er ist seit 1961 verheiratet und hat zwei Kinder.

## Schriften (Auswahl)
- mit Raoul Bott: Singularities of holomorphic foliations. J. Differential Geometry 7 (1972), 279–342.
- mit William Fulton, MacPherson: Riemann-Roch for singular varieties. Inst. Hautes Études Sci. Publ. Math. No. 45 (1975), 101–145.
- mit Ronald Douglas: K homology and index theory. Operator algebras and applications, Part I (Kingston, Ont., 1980), pp. 117–173, Proc. Sympos. Pure Math., 38, Amer. Math. Soc., Providence, R.I., 1982.
- mit Alain Connes: Geometric K-theory for Lie groups and foliations. Enseign. Math. (2) 46 (2000), no. 1–2, 3–42.
- mit Nigel Higson, Thomas Schick: On the equivalence of geometric and analytic K-homology. Pure Appl. Math. Q. 3 (2007), no. 1, part 3, 1–24.
- mit Alain Connes, Nigel Higson: Classifying space for proper actions and K-theory of group C∗-algebras. C∗-algebras: 1943–1993 (San Antonio, TX, 1993), 240–291, Contemp. Math., 167, Amer. Math. Soc., Providence, RI, 1994.